# یواس‌اس ساریتا (ای‌کی‌ای-۳۹)
یواس‌اس ساریتا (ای‌کی‌ای-۳۹) (به انگلیسی: USS Sarita (AKA-39)) یک کشتی بود که طول آن ۴۲۶ فوت (۱۳۰ متر) بود. این کشتی در سال ۱۹۴۵ ساخته شد.